# Gimnasia aeróbica en los Juegos Mundiales de 2022
La Gimnasia aeróbica en los Juegos Mundiales de 2022 fue uno de los deportes que formaron parte de los Juegos Mundiales de 2022 celebrados en Birmingham, Alabama en el mes de julio de 2022, y tuvo como sede la Universidad de Alabama en Birmingham.

## Eventos
| Evento  | Oro | Plata | Bronce |
| ------- | --- | --- | --- |
| Parejas | Brasil · Lucas Barbosa · Tamirez Silva                                                                                                   | Hungría · Dániel Bali · Fanni Mazács | Bulgaria Antonio Papazov Anna Maria Stoilova |
| Danza   | Hungría · Balázs Farkas · Kata Hajdú · Zoltán Lőcsei · Anna Makranszki · Janka Ökrös · Vanessza Ruzicska · Zsófia Simon · Panna Szőllősi | Rumania · Darius Branda · Sandra Dincă · Mirela Frîncu · Leonard Manta · Daria Mihaiu · Sarmiza Niculescu · Mihai Alin Popa · Antonio Surdu | Azerbaiyán Vladimir Dolmatov Madina Mustafayeva Khadija Guliyeva Rauf Hajiyev Sanan Mahmudlu Nigar Mir Jalalli Nazrin Mustafayeva Aykhan Ahmadli |
| Grupo   | Italia · Sara Cutini · Matteo Falera · Davide Nacci · Marcello Patteri · Francesco Sebastio                                              | Hungría · Balázs Farkas · Zoltán Lőcsei · Fanni Mazács · Panna Szőllősi · Dániel Bali                                                       | Rumania · Gabriel Bocșer · Leonard Manta · Mihai Alin Popa · Antonio Surdu · Daniel Țavoc                                                        |
| Trio    | Hungría · Dániel Bali · Balázs Farkas · Fanni Mazács                                                                                     | Italia · Sara Cutini · Davide Nacci · Francesco Sebastio                                                                                    | Rumania · Gabriel Bocșer · Miruna Iordache · Daniel Țavoc                                                                                        |

## Medallero
| Rank               | País               | Oro | Plata | Bronce | Total |
| ------------------ | ------------------ | --- | ----- | ------ | ----- |
| 1                  | Hungría            | 2   | 2     | 0      | 4     |
| 2                  | Italia             | 1   | 1     | 0      | 2     |
| 3                  | Brasil             | 1   | 0     | 0      | 1     |
| 4                  | Rumania            | 0   | 1     | 2      | 3     |
| 5                  | Azerbaiyán         | 0   | 0     | 1      | 1     |
| 5                  | Bulgaria           | 0   | 0     | 1      | 1     |
| Totales (6 países) | Totales (6 países) | 4   | 4     | 4      | 12    |